# سیاه‌لش
سیاه‌لش، روستایی است از توابع بخش مرکزی شهرستان آمل در استان مازندران ایران.

## جمعیت
این روستا در دهستان پایین‌خیابان لیتکوه قرار داشته و براساس آخرین سرشماری مرکز آمار ایران که در سال ۱۳۸۵ صورت گرفته، جمعیت آن ۴۶۲ نفر (۱۰۷ خانوار) بوده‌است.